# Алматинська ТЕЦ-3
Алматинська ТЕЦ-3 — теплова електростанція на півдні Казахстану в найбільшому місті країни Алмати. Первісно була відома як Ала-Атинська ДРЕС (радянський термін «Державна районна електростанція»).
В 1962—1972 роках на майданчику станції ввели в дію сім однотипних парових котлів від Барнаульського котельного заводу типу БКЗ-100Ф02 продуктивністю по 160 тонн пари на годину. Від них живились чотири конденсаційні парові турбіни від Ленінградського металічного заводу типу К-50-90 потужністю по 50 МВт, які стали до ладу в 1962 (дві), 1964 та 1965 роках.
В 1973, 1976 та 1985 роках турбіни № 3, № 2 та № 1 пройшли модернізацію у теплофікаційні зі зниженням потужності до 41 МВт та перемаркуванням у тип Т-41-90.
Як паливо ТЕЦ споживає вугілля.
Для видалення продуктів згоряння використовують 2 димарі висотою 60 метрів та 100 метрів.
Водопостачання станції провадиться зі свердловин, пробурених на розташованому поруч Покровському родовищі підземних вод.
Видача електроенергії відбувається по ЛЕП, що працюють під напругою 110 кВ та 220 кВ.